# Tweede Kamerverkiezingen 1981/Kandidatenlijst/CDA
De kandidatenlijst voor de Tweede Kamerverkiezingen 1981 van het CDA was als volgt:

## Landelijke kandidaten
- vet: verkozen
- schuin: voorkeurdrempel overschreden

1. Dries van Agt - 2.506.587 stemmen
2. Jan de Koning - 15.871
3. Gerard van Leijenhorst - 12.603
4. Ruud Lubbers - 65.674

## Regionale kandidaten
De plaatsen 5 t/m 30 op de lijst waren per stel kieskringen verschillend ingevuld.

### 's-Hertogenbosch, Tilburg
1. Rob van den Toorn[1] - 345[2]
2. Jan Nico Scholten[3][4] - 3.477
3. Huib Eversdijk[1] - 133[2]
4. Til Gardeniers-Berendsen - 1.694[2]
5. Gerrit Braks - 2.913
6. Pam Cornelissen - 938
7. Dien Cornelissen - 1.338[2]
8. Harry Aarts - 446
9. Gerrit Brokx - 318
10. Marius van Amelsvoort - 311
11. Ben Hennekam[3] - 368
12. Ton van Baars - 323
13. Clemens Bosman - 42
14. J.M. Boll - 11
15. Vincent van der Burg[4] - 11
16. A.J.M. Appels - 272
17. Ton de Kok - 29
18. Thomas Steenkamp - 241
19. A.C.P.M. Kolen - 80
20. M.A.E. Chorus-Menken - 187
21. Johan de Leeuw - 40
22. A.J.M. Driessen - 190
23. Jan de Geus - 122
24. A.P.G. Mikkers - 233
25. H.A.M. de Wit - 202
26. Paul Wagtmans - 594

### Arnhem, Nijmegen, Zwolle
1. Jan Krajenbrink - 234
2. Job de Ruiter[5] - 961[2]
3. Wim Mateman - 1.528
4. Til Gardeniers-Berendsen[6] - 3.099[2]
5. Jan van Houwelingen - 1.052
6. Hans van den Broek - 245
7. Steef Weijers - 788
8. Ko Kiers[3] - 224
9. Jan Buikema[3][4] - 242
10. Ad Lansink[3][4] - 284
11. Hajé Schartman[3][4] - 139
12. Leo de Snaijer[3] - 24
13. W.L.M. Kortekaas - 187
14. A. van Vliet-Boers - 428
15. Henk Hofstede - 55
16. J.C.M. Demmers-Vriens - 254
17. J.C. Wolthuis - 106
18. M.E.C.E. Nagel-Cornelissen - 209
19. Berry Esselink - 61
20. Joop van der Reyden - 10
21. N. Zuidema-van Dijk - 40
22. M.G. Koekkoek-Schipper - 326
23. Ries Smits - 23
24. A.H.R. Leijten - 110
25. Hans de Boer[5] - 1.315[7]
26. H.G. van Beek - 316

### Rotterdam, 's-Gravenhage, Leiden, Dordrecht, Middelburg
1. Rob van den Toorn - 214[2]
2. Jeltien Kraaijeveld-Wouters - 2.976[2]
3. Huib Eversdijk - 1.291[2]
4. Piet van der Sanden - 359
5. Marten Beinema - 205
6. Wim Deetman - 244
7. Ton Frinking - 126
8. Willem de Kwaadsteniet - 316
9. Joep de Boer - 942
10. Kees van Dijk[3] - 165
11. Frans Jozef van der Heijden - 129
12. Henk Couprie[4] - 568
13. Truus Bot-van Gijzen - 257
14. P.A. Wilderom - 115
15. Pieter Jan Biesheuvel - 603
16. Annemieke van Heel-Kasteel - 421
17. H. van Ruller - 54
18. A.P. Gerretsen - 51
19. J.B. Ventevogel - 52
20. H.M.L. Remijn-de Badts - 142
21. C. van 't Hoog - 37
22. Fons Jacobs - 34
23. T.J.J. Schmitz - 63
24. M.A.Th. van Winden-Post - 375
25. Hans de Boer[5] - 1.185[7]
26. Ram Ramlal - 348

### Amsterdam, Den Helder, Haarlem, Utrecht
1. Thijs van Vlijmen - 219[2]
2. Job de Ruiter - 1.346[2]
3. Pieter Beelaerts van Blokland - 711
4. Piet van Zeil - 228[2]
5. Hans de Boer - 2.246[7]
6. Stef Dijkman - 222
7. Joep Mommersteeg - 154
8. Louw de Graaf - 83[2]
9. Ad Hermes - 140
10. Hanske Evenhuis-van Essen[3] - 1.696
11. Gerrit van Dam[3] - 75
12. Virginie Korte-van Hemel[4] - 380
13. Durk van der Mei[4] - 108
14. Ben Bakker - 150
15. Fred Borgman[4] - 164
16. J.H.J. Verburg - 56
17. R.A. van Mill - 125
18. Frouwke Laning-Boersema[4] - 358
19. Aat de Jonge[4] - 52
20. Enneüs Heerma - 101
21. Th.H. Heijne - 35
22. J.A. Zwaanenburg - 61
23. V.H. Bruins Slot - 82
24. Willemien van Montfrans-Hartman - 191
25. J.P.J. Lagrand - 220
26. S. Rambocus - 350

### Leeuwarden, Groningen, Assen
1. Minouche Janmaat-Abee - 759
2. Sytze Faber - 1.704
3. Gerrit Gerritse - 61
4. Ben Hermsen - 531
5. Bert de Vries - 46
6. Jan van Noord[3] - 329
7. Jan Nijland[4] - 212
8. Gerard van Muiden[4] - 23
9. Mieke Andela-Baur[4] - 893
10. Henk Woldring - 37
11. H.A.M. van Hooft - 12
12. C.A.H. van den Hout - 60
13. Haty Tegelaar-Boonacker - 68
14. Fedde Jonkman - 232
15. C. Hoogstraten - 256
16. E. Fennema - 128
17. S.P. Hoekstra - 153
18. G.K. Timmerman - 6
19. J. van der Ploeg - 118
20. T.F. Miedema - 49
21. H. Faber - 110
22. Joeke Baarda - 141
23. A.J. Verhoog-Bokma - 26
24. J.L. Joosten - 69
25. Frits Brink - 68
26. Louw de Graaf[5] - 80[2]

### Maastricht
1. René van der Linden - 8.232
2. Jeltien Kraaijeveld-Wouters[1] - 449[2]
3. Hans Gualthérie van Weezel - 87
4. Thijs van Vlijmen[5] - 51[2]
5. Frans Wolters - 2.084
6. Ria Oomen-Ruijten[3] - 3.360
7. Hub Savelsbergh - 2.057
8. Joost van Iersel[4] - 36
9. J. van Bolhuis - 27
10. Walter Paulis - 1.046
11. M. van der Zwaag - 614
12. J.P. Wijnhoven - 478
13. H.P. Mietus - 421
14. Maria Vleugels-van der Hoeven - 1.109
15. J.M. Dekkers - 33
16. Dien Cornelissen[6] - 132[2]
17. G.A. de Boer - 113
18. W.L.M. Adriaansen - 13
19. P.G. van Oyen - 21
20. G.C. van Wijnbergen - 20
21. E.M.Th. Willen-Hogeveen - 239
22. L.G.J. Jacobs - 276
23. Sjof Drummen - 710
24. A.C. de Roon - 12
25. Piet van Zeil[5] - 49[2]
26. Theo Stroeken - 759

PvdA · CDA · VVD · D'66 · SGP · PPR · CPN · GPV · PSP · Rechtse Volkspartij · DS'70 · RKPN · Partij van Rijksgenoten · Kleine Partij · God Met Ons · Nederlandse Evolutie Partij · Leefbaar Nederland · SP · De Vrede Partij · RPF · Realisten '81 · IKB · NVU · Centrumpartij · Partij tot Likwidatie van Nederland · Wereld Welzijns Bewustwording · EVP · SOS
1977 · 1981 · 1982 · 1986 · 1989 · 1994 · 1998 · 2002 · 2003 · 2006 · 2010 · 2012 · 2017 · 2021 · 2023